# Carcharhinus limbatus
Carcharhinus limbatus là một loài cá mập mắt trắng thuộc chi Carcharhinus, họ Carcharhinidae. Loài này phổ biến ở các vùng nước nhiệt đới và cận nhiệt đới ven biển trên toàn thế giới, bao gồm cả môi trường sống nước lợ. Phân tích di truyền đã cho thấy sự giữa những quần thể trong loài này, với các quần thể từ phía tây Đại Tây Dương bị cô lập và hơi khác biệt so với những cá thể trong phạm vi phân bố còn lại. Loài cá mập này có một cơ thể mập mạp, hình thoi với mõm nhọn, khe mang dài, và không có lằn giữa vây lưng. Hầu hết các cá thể có rìa màu đen hoặc cạnh trên vây ngực, lưng, vùng chậu, và đuôi. Loài này thường đạt chiều dài 1,5 m (4,9 ft).